# Hugo Jinkis
Hugo Víctor Jinkis (Buenos Aires, 9 de maig de 1945) és un empresari argentí, conseller delegat de Full Play Group, una companyia de màrqueting esportiu i de gestió de drets d'emissió de futbol per televisió.
Hugo Jinkis i el seu fill, Mariano Jinkis, eren els propietaris de Full Play, l'empresa adjudicatària dels drets esportius i de transmissió per televisió dels partits de les seleccions sud-americanes i dels tornejos futbolístics organitzats per la CONMEBOL i la CONCACAF.
El 27 de maig de 2015, Hugo Jinkis va ser un dels cinc empresaris, dues empreses i nou alts executius de la FIFA acusats per l'Federal Bureau of Investigation (FBI) dels delictes de crim organitzat i corrupció en el marc de l'operació coneguda com a Cas Fifagate que va conduir a l'arrest, per part de la policia suïssa, de set d'aquests executius a l'Hotel Baur au Lac de Zúric.
El 18 de juny de 2015, Hugo Jinkis, que estava en recerca i captura des de l'operació de Zuric, es va entregar a la policia argentina. Va ser posat en llibertat, juntament amb el seu fill, Mariano Jinkis, sota fiança de quatre milions de pesos i grillet electrònic, a l'espera del procés d'extradició als Estats Units.
El jutge federal argentí, Claudio Bonadío, va denegar l'extradició a la justícia nord-americana i va iniciar el processament a l'Argentina per la seva imputació en altres casos de corrupció relacionats amb els drets de màrqueting de diverses edicions de la Copa Amèrica.
Segons la fiscalia nord-americana, els Jinkis haurien pagat més de 100 milions de dòlars en suborns a directius de les dues confederacions americanes de futbol per l'obtenció dels contractes d'adjudicació de drets de màrqueting a favor de l'empresa uruguaiana Datisa, que estava participada per Traffic, Torneos i Full Play.A la denúncia també es remarcava que el president de la CONMEBOL, Nicolás Leoz, el president de la CBF, Ricardo Teixeira i el president de l'AFA, el difunt Julio Grondona, havien rebut suborns de 3 milions de dòlars cadascú i que les quantitats havien estat abonades per l'empresa Datisa.
El 2016, amb la publicació dels anomenats Papers de Panamà, es va saber que la UEFA, l'any 2006, va vendre els drets de televisió de les seves competicions a Sud-amèrica a la companyia Cross Trading, la qual va revendre els drets a Teleamazonas per tres o quatre vegades el seu preu. Cross Trading és una filial de l'empresa Full Play, propietat dels Jinkis. Es dona la circumstància que en els papers hi apareixia, com a responsable UEFA dels serveis legals, el nom de Gianni Infantino, l'actual president de la FIFA.
El 2017, Hugo Jinkis està a l'espera de ser jutjat pels tribunals argentins i es manté en llibertat sota condicions de mobilitat restringida.
Hugo Jinkis també és conegut per ser germà de Jorge Jinkis, un prestigiós escriptor i assagista que és considerat el pare de la psicoanàlisi argentina.
El 6 d'abril de 2020, un tercer escrit de la fiscalia estatunidenca va ampliar les acusacions pel cas Fifagate a quatre implicats més. En el mateix escrit es van reformular les acusacions a tretze dels implicats en els escrits anteriors. Un d'aquests tretze era Hugo Jinkis, al que s'acusava ara de blanqueig de capitals, frau electrònic i conspiració per a delinquir.